# 18022 Pepper
18022 Pepper è un asteroide della fascia principale. Scoperto nel 1999, presenta un'orbita caratterizzata da un semiasse maggiore pari a 2,8078509 UA e da un'eccentricità di 0,1259959, inclinata di 2,46612° rispetto all'eclittica.